# Aegus preangerensis
Aegus preangerensis is een keversoort uit de familie vliegende herten (Lucanidae). De wetenschappelijke naam van de soort is voor het eerst geldig gepubliceerd in 1895 door Van de Poll.